# 에드워드 코크
에드워드 코크(Edward Coke, "Cook"으로 발음함) (1552년 2월 1일-1634년 9월 3일)는 17세기 영국의 식민지 사업가, 판사, 정치인이다. 법의 지배를 주장한 것으로 유명하다.
그는 의회의 특권이 판례로부터 나오고 그것에 구속된다고 지적했으며, 1609년 Calvin's Case에서 "자연법은 영국법의 한 부분이며 신으로부터 비롯되어 영원하며 변하지 않기 때문에 세속적인 법에 우선한다"고 선언하였다.
1610년의 보넘 판결(Bonham`s case)에서는 "의회제정법이 일반권리 또는 이성에 반하거나, 모순되거나, 실행이 불가능한 경우에는 보통법(common law)이 그것을 통제하며 그러한 법을 무효라고 결정할 것이다"라고 했다.
후에 하원의원이 된 에드워드 코크는 1628년의 권리청원을 주도하였다.

## 정치

### 엘리자베스 1세

#### 법무차관
1592년 6월 16일, 코크는 잉글랜드 웨일스 법무차관(Solicitor General)에 임명되었다.

#### 법무장관
1594년 4월 10일, 코크는 잉글랜드 웨일스 법무장관(Attorney General)에 임명되었다. 영국은 스코틀랜드 법무장관, 아일랜드 법무장관이 따로 있다.

## 마그나 카르타
에드워드 코크 경은 마그나 카르타를 깊게 논평한 최고의 법학자 중의 한 명이다. 그는 1225년 판본을 해석했는데, 마그나 카르타가 귀족만을 보호하기 위한 것이 아니라고 해석했다. 코크는 마그나 카르타가 수백년 간 잘못 해석되어 왔다고 비판했다. 그는 마그나 카르타의 자유들(liberties)이 개인의 자유(individual liberty)과 같은 것이라고 해석했다.
코크는 마그나 카르타의 자유들을 보완하기 위하여 1628년 권리청원을 기초했다. 권리청원을 제정하는 토론 중에, 코크는 국왕의 주권을 부정하는 유명한 주장을 했다. 그는 국왕이 아니라 성문법이 절대적이라고 믿었다.

## 같이 보기
- 법의 지배
- 누구도 자신의 사건에서 재판관이 될 수 없다
- 헌법재판소
- 사법심사
- Marbury v. Madison